# Георгиевская оросительная система
Георгиевская оросительная система — система орошения, расположенная между Казахстаном и Киргизией. Строительство начато в 1931 году, завершено в 1935 году. Состоит из магистрального Георгиевского канала, который начинается от водохранилища на реке Чу (Чумышская плотина), вблизи аула Кордай делится на правую и левую ветки. Длина правого канала 40,5 км, глубина 1—1,77 м, расход воды 8 м³/с. Длина левого канала 48,7 км, глубина 0,7—2,5 м, расход воды 11—31 м³/с. Используется для орошения земель в Кордайском районе Жамбылской области.